# Soilent Grün
Soilent Grün е пънк група от Берлин, Германия, съществувала от 1979 до 1982 година. Името ѝ е взето от американския филм „Зеленият сойлент“ („Soylent Green“) от 1973 г.

## История
Групата е ръководеа от сегашния барабанист Бела Б. на Die Ärzte, а от 1981 г. – от по-късния вокалист Фарин Урлауб на Die Ärzte. Урлауб влиза в групата, когато китарата на тогавашния китарист на групата Кай-Уве Шмит е открадната по време на нападение на хулигани в клуб „KZ 36“. Тогава Бела пита Фарин дали не иска да се присъедини и той се съгласява.
Други членове на групата са били: Роман Стоилов (на чиято бивша приятелка е посветена песента „Ekelpack“), Бернд ван Хуйцен (участва с Бела в късометражния филм „Капитан Берлин“ на Йорг Бутгерайт и сега е режисьор на филми) и по-късният носител на награда „Грами“ Хуси Кутлукан.